# لوس رابانوس

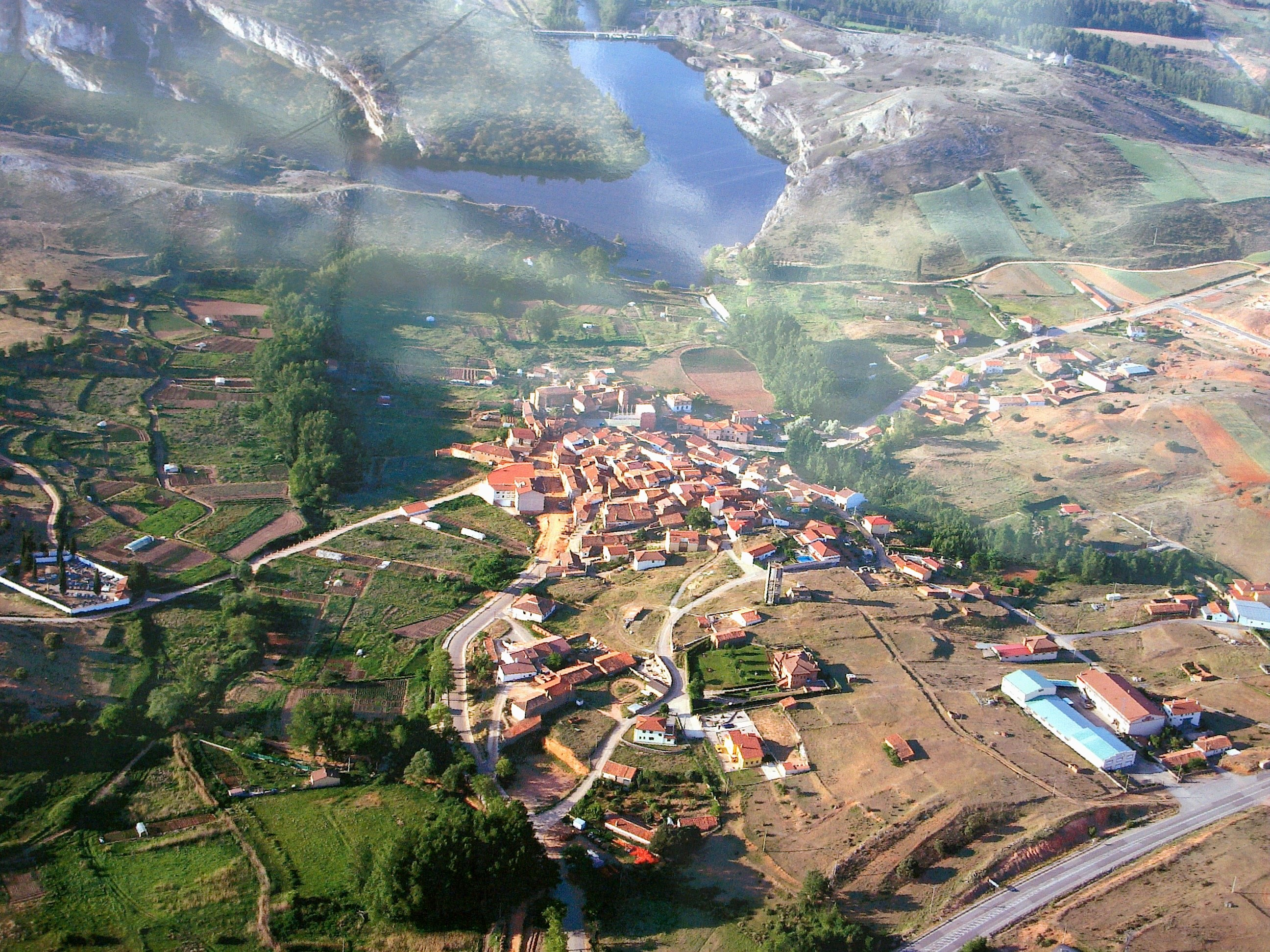
نمایی از منطقه مسکونی لوس رابانوس در استان سریا، اسپانیا - ۲۰۱۲

لوس رابانوس (اسپانیایی: Los Rábanos‎) یک منطقه مسکونی در استان سریا در بخش خودمختار کاستیا و لئون در کشور اسپانیا است.